# Biegi narciarskie na Mistrzostwach Świata w Narciarstwie Klasycznym 2011
Zawody w biegach narciarskich na XXXV Mistrzostwach Świata w Narciarstwie Klasycznym odbyły się w dniach 24 lutego - 6 marca 2011 w stolicy Norwegii, Oslo.

## Zestawienie medalistów
| Konkurencja               | Data           | Złoto                                                                                  | Czas      | Srebro                                                                        | Czas      | Brąz                                                                                      | Czas      |
| Sprint mężczyzn           | 24 lutego 2011 | Marcus Hellner                                                                         | 2:57,4    | Petter Northug                                                                | 2:58,0    | Emil Jönsson                                                                              | 2:58,5    |
| Sprint kobiet             | 24 lutego 2011 | Marit Bjørgen                                                                          | 3:03,9    | Arianna Follis                                                                | 3:04,1    | Petra Majdič                                                                              | 3:04,4    |
| Bieg łączony kobiet       | 26 lutego 2011 | Marit Bjørgen                                                                          | 38:08,6   | Justyna Kowalczyk                                                             | 38:16,1   | Therese Johaug                                                                            | 38:17,4   |
| Bieg łączony mężczyzn     | 27 lutego 2011 | Petter Northug                                                                         | 1:14:10,4 | Maksim Wylegżanin                                                             | 1:14:11,1 | Ilja Czernousow                                                                           | 1:14:11,6 |
| Bieg na 10 km kobiet      | 28 lutego 2011 | Marit Bjørgen                                                                          | 27:39,3   | Justyna Kowalczyk                                                             | 27:43,4   | Aino-Kaisa Saarinen                                                                       | 27:49,0   |
| Bieg na 15 km mężczyzn    | 1 marca 2011   | Matti Heikkinen                                                                        | 38:14,7   | Eldar Rønning                                                                 | 38:28,0   | Martin Johnsrud Sundby                                                                    | 38:46,6   |
| Sprint drużynowy kobiet   | 2 marca 2011   | Szwecja Ida Ingemarsdotter · Charlotte Kalla                                           | 19:25,0   | Finlandia Aino-Kaisa Saarinen · Krista Lähteenmäki                            | 19:28,3   | Norwegia Maiken Caspersen Falla · Astrid Jacobsen                                         | 19:29,1   |
| Sprint drużynowy mężczyzn | 2 marca 2011   | Kanada Devon Kershaw · Alex Harvey                                                     | 19:10,0   | Norwegia Petter Northug · Ola Vigen Hattestad                                 | 19:10,2   | Rosja Aleksandr Panżynski · Nikita Kriukow                                                | 19:10,4   |
| Sztafeta kobiet           | 3 marca 2011   | Norwegia Vibeke Skofterud · Therese Johaug · Kristin Størmer Steira · Marit Bjørgen    | 53:30,0   | Szwecja Ida Ingemarsdotter · Anna Haag · Britta Norgren · Charlotte Kalla     | 54:06,1   | Finlandia Pirjo Muranen · Aino-Kaisa Saarinen · Riitta-Liisa Roponen · Krista Lähteenmäki | 54:29,8   |
| Sztafeta mężczyzn         | 4 marca 2011   | Norwegia Martin Johnsrud Sundby · Eldar Rønning · Tord Asle Gjerdalen · Petter Northug | 1:40:10,2 | Szwecja Daniel Richardsson · Johan Olsson · Anders Södergren · Marcus Hellner | 1:40:11,5 | Niemcy Jens Filbrich · Axel Teichmann · Franz Göring · Tobias Angerer                     | 1:40:15,9 |
| Bieg na 30 km kobiet      | 5 marca 2011   | Therese Johaug                                                                         | 1:23:45,1 | Marit Bjørgen                                                                 | 1:24:29,1 | Justyna Kowalczyk                                                                         | 1:25:19,1 |
| Bieg na 50 km mężczyzn    | 6 marca 2011   | Petter Northug                                                                         | 2:08:09,0 | Maksim Wylegżanin                                                             | 2:08:10,7 | Tord Asle Gjerdalen                                                                       | 2:08:15,3 |

## Wyniki zawodów

### Mężczyźni

#### Sprint techniką dowolną
- Data / początek: czwartek 24 lutego 2011 / 15:00 CET

| Medal | Zawodnik            | Narodowość | Wynik  | Strata |
| ----- | ------------------- | ---------- | ------ | ------ |
|       | Marcus Hellner      | Szwecja    | 2:57,4 |        |
|       | Petter Northug      | Norwegia   | 2:58,0 | +0,6   |
|       | Emil Jönsson        | Szwecja    | 2:58,5 | +1,1   |
| 4     | Ola Vigen Hattestad | Norwegia   | 2:59,8 | +2,4   |
| 5     | Jesper Modin        | Szwecja    | 3:00,4 | +3,0   |
| 6     | Peeter Kümmel       | Estonia    | 3:01,4 | +4,0   |

#### Sprint drużynowy techniką klasyczną
- Data / początek: środa 2 marca 2011 / 14:15 CET

| Medal | Zawodnicy                          | Narodowość        | Wynik   | Strata |
| ----- | ---------------------------------- | ----------------- | ------- | ------ |
|       | Devon Kershaw Alex Harvey          | Kanada            | 19:10,0 |        |
|       | Petter Northug Ola Vigen Hattestad | Norwegia          | 19:10,2 | +0,2   |
|       | Aleksandr Panżynski Nikita Kriukow | Rosja             | 19:10,4 | +0,4   |
| 4     | Jens Filbrich Tim Tscharnke        | Niemcy            | 19:10,9 | +0,9   |
| 5     | Sami Jauhojärvi Ville Nousiainen   | Finlandia         | 19:11,1 | +1,1   |
| 6     | Dienis Wołotka Aleksiej Połtoranin | Kazachstan        | 19:21,5 | +11,5  |
| 7     | Jesper Modin Emil Jönsson          | Szwecja           | 19:22,0 | +12,0  |
| 8     | Jean-Marc Gaillard Cyril Miranda   | Francja           | 19:32,4 | +22,4  |
| 9     | Renato Pasini Loris Frasnelli      | Włochy            | 19:39,1 | +29,1  |
| 10    | Torin Koos Andrew Newell           | Stany Zjednoczone | 20:01,6 | +51,6  |

#### 15 km techniką klasyczną
- Data / początek: wtorek 1 marca 2011 / 13:00 CET

| Medal | Zawodnik               | Narodowość | Wynik   | Strata  |
| ----- | ---------------------- | ---------- | ------- | ------- |
|       | Matti Heikkinen        | Finlandia  | 38:14,7 |         |
|       | Eldar Rønning          | Norwegia   | 38:28,0 | +13,3   |
|       | Martin Johnsrud Sundby | Norwegia   | 38:46,6 | +31,9   |
| 4     | Stanisław Wołżencew    | Rosja      | 38:51,3 | +36,6   |
| 5     | Sami Jauhojärvi        | Finlandia  | 38:58,9 | +44,2   |
| 6     | Maurice Manificat      | Francja    | 39:03,5 | +48,8   |
| 7     | Lukáš Bauer            | Czechy     | 39:09,7 | +55,0   |
| 8     | Ville Nousiainen       | Finlandia  | 39:11,0 | +56,3   |
| 9     | Tobias Angerer         | Niemcy     | 39:24,8 | +1:10,1 |
| 10    | Maksim Wylegżanin      | Rosja      | 39:25,7 | +1:11,0 |
| . .   |                        |            |         |         |

#### Bieg łączony 30 km
- Data / początek: niedziela 27 lutego 2011 / 12:00 CET

| Medal | Zawodnik               | Narodowość | Wynik     | Strata |
| ----- | ---------------------- | ---------- | --------- | ------ |
|       | Petter Northug         | Norwegia   | 1:14:10,4 |        |
|       | Maksim Wylegżanin      | Rosja      | 1:14:11,1 | +0,7   |
|       | Ilja Czernousow        | Rosja      | 1:14:11,6 | +1,2   |
| 4     | Siarhiej Dalidowicz    | Białoruś   | 1:14:13,0 | +2,6   |
| 5     | Martin Johnsrud Sundby | Norwegia   | 1:14:13,5 | +3,1   |
| 6     | Marcus Hellner         | Szwecja    | 1:14:13,5 | +3,1   |
| 7     | Roland Clara           | Włochy     | 1:14:15,8 | +5,4   |
| 8     | Tobias Angerer         | Niemcy     | 1:14:16,9 | +6,5   |
| 9     | Devon Kershaw          | Kanada     | 1:14:16,9 | +6,5   |
| 10    | Giorgio Di Centa       | Włochy     | 1:14:19,8 | +9,4   |

#### 50 km techniką dowolną
- Data / początek: niedziela 6 marca 2011 / 13:00 CET

| Medal | Zawodnik            | Narodowość | Wynik     | Strata |
| ----- | ------------------- | ---------- | --------- | ------ |
|       | Petter Northug      | Norwegia   | 2:08:09,0 |        |
|       | Maksim Wylegżanin   | Rosja      | 2:08:10,7 | +1,7   |
|       | Tord Asle Gjerdalen | Norwegia   | 2:08:15,3 | +6,3   |
| 4     | Sjur Røthe          | Norwegia   | 2:08:17,0 | +8,0   |
| 5     | Alex Harvey         | Kanada     | 2:08:17,2 | +8,2   |
| 6     | Tobias Angerer      | Niemcy     | 2:08:17,2 | +8,2   |
| 7     | Daniel Richardsson  | Szwecja    | 2:08:17,5 | +8,5   |
| 8     | Juha Lallukka       | Finlandia  | 2:08:19,4 | +10,4  |
| 9     | Giorgio Di Centa    | Włochy     | 2:08:33,9 | +24,9  |
| 10    | Siarhiej Dalidowicz | Białoruś   | 2:08:35,9 | +26,9  |

#### Sztafeta 4 × 10 km
- Data / początek: piątek 4 marca 2011 / 12:45 CET

| Medal | Zawodnicy                                                               | Narodowość | Wynik     | Strata  |
| ----- | ----------------------------------------------------------------------- | ---------- | --------- | ------- |
|       | Martin Johnsrud Sundby Eldar Rønning Tord Asle Gjerdalen Petter Northug | Norwegia   | 1:40:10,2 |         |
|       | Daniel Richardsson Johan Olsson Anders Södergren Marcus Hellner         | Szwecja    | 1:40:11,5 | +1,3    |
|       | Jens Filbrich Axel Teichmann Franz Göring Tobias Angerer                | Niemcy     | 1:40:15,9 | +5,7    |
| 4     | Ville Nousiainen Sami Jauhojärvi Juha Lallukka Matti Heikkinen          | Finlandia  | 1:40:25,2 | +15,0   |
| 5     | Valerio Checchi Giorgio Di Centa Roland Clara Pietro Piller Cottrer     | Włochy     | 1:40:41,5 | +31,3   |
| 6     | Kōhei Shimizu Keishin Yoshida Masaya Kimura Nobu Naruse                 | Japonia    | 1:41:49,4 | +1:39,2 |
| 7     | Maksim Wylegżanin Stanisław Wołżencew Aleksandr Legkow Ilja Czernousow  | Rosja      | 1:42:46,3 | +2:36,1 |
| 8     | Martin Jakš Lukáš Bauer Jiří Magál Martin Koukal                        | Czechy     | 1:43:08,2 | +2:58,0 |
| 9     | Toni Livers Dario Cologna Remo Fischer Curdin Perl                      | Szwajcaria | 1:43:20,9 | +3:10,7 |
| 10    | Jaak Mae Algo Kärp Karel Tammjärv Aivar Rehemaa                         | Estonia    | 1:43:21,3 | +3:11,1 |

### Kobiety

#### Sprint techniką dowolną
- Data / początek: czwartek 24 lutego 2011 / 15:00 CET

| Medal | Zawodniczka       | Narodowość | Wynik  | Strata |
| ----- | ----------------- | ---------- | ------ | ------ |
|       | Marit Bjørgen     | Norwegia   | 3:03,9 |        |
|       | Arianna Follis    | Włochy     | 3:04,1 | +0,2   |
|       | Petra Majdič      | Słowenia   | 3:04,4 | +0,5   |
| 4     | Vesna Fabjan      | Słowenia   | 3:04,4 | +0,5   |
| 5     | Justyna Kowalczyk | Polska     | 3:05,7 | +1,8   |
| 6     | Alena Procházková | Słowacja   | 3:15,4 | +11,5  |

#### Sprint drużynowy techniką klasyczną
- Data / początek: środa 2 marca 2011 / 14:15 CET

| Medal | Zawodniczki                            | Narodowość        | Wynik   | Strata |
| ----- | -------------------------------------- | ----------------- | ------- | ------ |
|       | Ida Ingemarsdotter Charlotte Kalla     | Szwecja           | 19:25,0 |        |
|       | Aino-Kaisa Saarinen Krista Lähteenmäki | Finlandia         | 19:28,3 | +3,3   |
|       | Maiken Caspersen Falla Astrid Jacobsen | Norwegia          | 19:29,1 | +4,1   |
| 4     | Arianna Follis Marianna Longa          | Włochy            | 19:40,1 | +15,1  |
| 5     | Katja Višnar Petra Majdič              | Słowenia          | 19:43,5 | +18,5  |
| 6     | Perianne Jones Daria Gaiazova          | Kanada            | 20:11,9 | +46,9  |
| 7     | Stefanie Böhler Nicole Fessel          | Niemcy            | 20:12,8 | +47,8  |
| 8     | Masako Ishida Madoka Natsumi           | Japonia           | 20:19,1 | +54,1  |
| 9     | Sadie Maubet Bjornsen Kikkan Randall   | Stany Zjednoczone | 20:21,5 | +56,5  |
| 10    | Anastasija Docenko Julija Iwanowa      | Rosja             | 20:23,3 | +58,3  |

#### 10 km techniką klasyczną
- Data / początek: poniedziałek 28 lutego 2011 / 13:00 CET

| Medal | Zawodniczka            | Narodowość | Wynik   | Strata  |
| ----- | ---------------------- | ---------- | ------- | ------- |
|       | Marit Bjørgen          | Norwegia   | 27:39,3 |         |
|       | Justyna Kowalczyk      | Polska     | 27:43,4 | +4,1    |
|       | Aino-Kaisa Saarinen    | Finlandia  | 27:49,0 | +9,7    |
| 4     | Therese Johaug         | Norwegia   | 28:03,0 | +23,7   |
| 5     | Krista Lähteenmäki     | Finlandia  | 28:03,2 | +23,9   |
| 6     | Pirjo Muranen          | Finlandia  | 28:06,1 | +26,8   |
| 7     | Marianna Longa         | Włochy     | 28:08,2 | +28,9   |
| 8     | Kerttu Niskanen        | Finlandia  | 28:29,0 | +49,7   |
| 9     | Vibeke Skofterud       | Norwegia   | 28:40,2 | +1:00,9 |
| 10    | Kristin Størmer Steira | Norwegia   | 28:42,9 | +1:03,6 |

#### Bieg łączony 15 km
- Data / początek: sobota 26 lutego 2011 / 11:30 CET

| Medal | Zawodniczka            | Narodowość | Wynik   | Strata  |
| ----- | ---------------------- | ---------- | ------- | ------- |
|       | Marit Bjørgen          | Norwegia   | 38:08,6 |         |
|       | Justyna Kowalczyk      | Polska     | 38:16,1 | +7,5    |
|       | Therese Johaug         | Norwegia   | 38:17,4 | +8,8    |
| 4     | Charlotte Kalla        | Szwecja    | 39:02,5 | +53,9   |
| 5     | Marianna Longa         | Włochy     | 39:17,0 | +1:08,4 |
| 6     | Maria Rydqvist         | Szwecja    | 39:17,4 | +1:08,8 |
| 7     | Nicole Fessel          | Niemcy     | 39:17,4 | +1:08,8 |
| 8     | Aino-Kaisa Saarinen    | Finlandia  | 39:19,9 | +1:11,3 |
| 9     | Kristin Størmer Steira | Norwegia   | 39:24,6 | +1:16,0 |
| 10    | Anna Haag              | Szwecja    | 39:46,8 | +1:38,2 |

#### 30 km techniką dowolną
- Data / początek: sobota 5 marca 2011 / 12:00 CET

| Medal | Zawodniczka            | Narodowość | Wynik     | Strata  |
| ----- | ---------------------- | ---------- | --------- | ------- |
|       | Therese Johaug         | Norwegia   | 1:23:45,1 |         |
|       | Marit Bjørgen          | Norwegia   | 1:24:29,1 | +44,0   |
|       | Justyna Kowalczyk      | Polska     | 1:25:19,1 | +1:34,0 |
| 4     | Charlotte Kalla        | Szwecja    | 1:25:50,6 | +2:05,5 |
| 5     | Kristin Størmer Steira | Norwegia   | 1:26:05,9 | +2:20,8 |
| 6     | Vibeke Skofterud       | Norwegia   | 1:26:21,5 | +2:36,4 |
| 7     | Nicole Fessel          | Niemcy     | 1:26:49,0 | +3:03,9 |
| 8     | Marianna Longa         | Włochy     | 1:26:54,9 | +3:09,8 |
| 9     | Antonella Confortola   | Włochy     | 1:26:55,3 | +3:10,2 |
| 10    | Anna Haag              | Szwecja    | 1:26:56,5 | +3:11,4 |

#### Sztafeta 4 × 5 km
- Data / początek: czwartek 3 marca 2011 / 14:00 CET

| Medal | Zawodniczki                                                               | Narodowość        | Wynik   | Strata  |
| ----- | ------------------------------------------------------------------------- | ----------------- | ------- | ------- |
|       | Vibeke Skofterud Therese Johaug Kristin Størmer Steira Marit Bjørgen      | Norwegia          | 53:30,0 |         |
|       | Ida Ingemarsdotter Anna Haag Britta Norgren Charlotte Kalla               | Szwecja           | 54:06,1 | +36,1   |
|       | Pirjo Muranen Aino-Kaisa Saarinen Riitta-Liisa Roponen Krista Lähteenmäki | Finlandia         | 54:29,8 | +59,8   |
| 4     | Marianna Longa Antonella Confortola Silvia Rupil Arianna Follis           | Włochy            | 54:56,1 | +1:26,1 |
| 5     | Stefanie Böhler Katrin Zeller Evi Sachenbacher-Stehle Nicole Fessel       | Niemcy            | 55:11,8 | +1:41,8 |
| 6     | Walentina Nowikowa Alija Iksanowa Julija Czekalowa Olga Michajłowa        | Rosja             | 55:45,4 | +2:15,4 |
| 7     | Anja Eržen Petra Majdič Vesna Fabjan Barbara Jezeršek                     | Słowenia          | 55:53,0 | +2:23,0 |
| 8     | Ewelina Marcisz Justyna Kowalczyk Paulina Maciuszek Agnieszka Szymańczak  | Polska            | 56:19,2 | +2:49,2 |
| 9     | Kikkan Randall Holly Brooks Elizabeth Stephen Jessica Diggins             | Stany Zjednoczone | 56:24,7 | +2:54,7 |
| 10    | Madoka Natsumi Masako Ishida Yuki Kobayashi Michiko Kashiwabara           | Japonia           | 56:25,8 | +2:55,8 |

## Klasyfikacja medalowa dla konkurencji biegowych MŚ
| #  | Reprezentacja | złoto | srebro | brąz | Razem |
| -- | ------------- | ----- | ------ | ---- | ----- |
| 1. | Norwegia      | 8     | 4      | 4    | 16    |
| 2. | Szwecja       | 2     | 2      | 1    | 5     |
| 3. | Finlandia     | 1     | 1      | 2    | 4     |
| 4. | Kanada        | 1     | 0      | 0    | 1     |
| 5. | Rosja         | 0     | 2      | 2    | 4     |
| 6. | Polska        | 0     | 2      | 1    | 3     |
| 7. | Włochy        | 0     | 1      | 0    | 1     |
| 8. | Niemcy        | 0     | 0      | 1    | 1     |
|    | Słowenia      | 0     | 0      | 1    | 1     |